# Кроуфорд (окръг, Пенсилвания)
Вижте пояснителната страница за други значения на Кроуфорд.
Кроуфорд (на английски: Crawford) е окръг в Северозападна Пенсилвания, Съединени американски щати. Площта му е 2688 km², а населението - около 86 159 души (2017). Административен център е град Мийдвил.